# اندوه پساآمیزشی
غم و اندوه و فراموشی پس از آمیزش احساسی افسردگی و کسالتی است که ممکن است پس از آمیزش جنسی پدیدار گردد. این حالتی مشترک بین بعضی زنان و مردان است بسیاری از افرادی که دارای PCT یا غم و اندوه پس از ارگاسم می‌باشند ممکن است دو یا چهار ساعت بعد از انزال یک حالت استرس و تنش شدید یا نیمه شدید از خودشان نشان دهند.
این پدیده بسیار مشهوری است که توسط پزشک یونان باستان جالینوس مورد بررسی قرار گرفته و چنین می‌نویسد:
«هر موجودی پس از رابطه جنسی دچار کدورت می‌گردد به جز زنان در انسانها و خروس.» همچین در مورد این پدیده افراد سرشناس دیگری از جمله باروخ اسپینوزا نظرات خود را در کتاب (پیمان از درک پیمان اصلاح متمم تفاهم) ارائه کرده‌اند. آرتور شوپنهاور نیز در مورد احساس خلأ و اندوه پس از آمیزش نوشته است: «درست در لحظهٔ پس از آمیزش است که می‌شود صدای خندهٔ شیطان را شنید.»